# Fünfpunkt-Marienkäfer

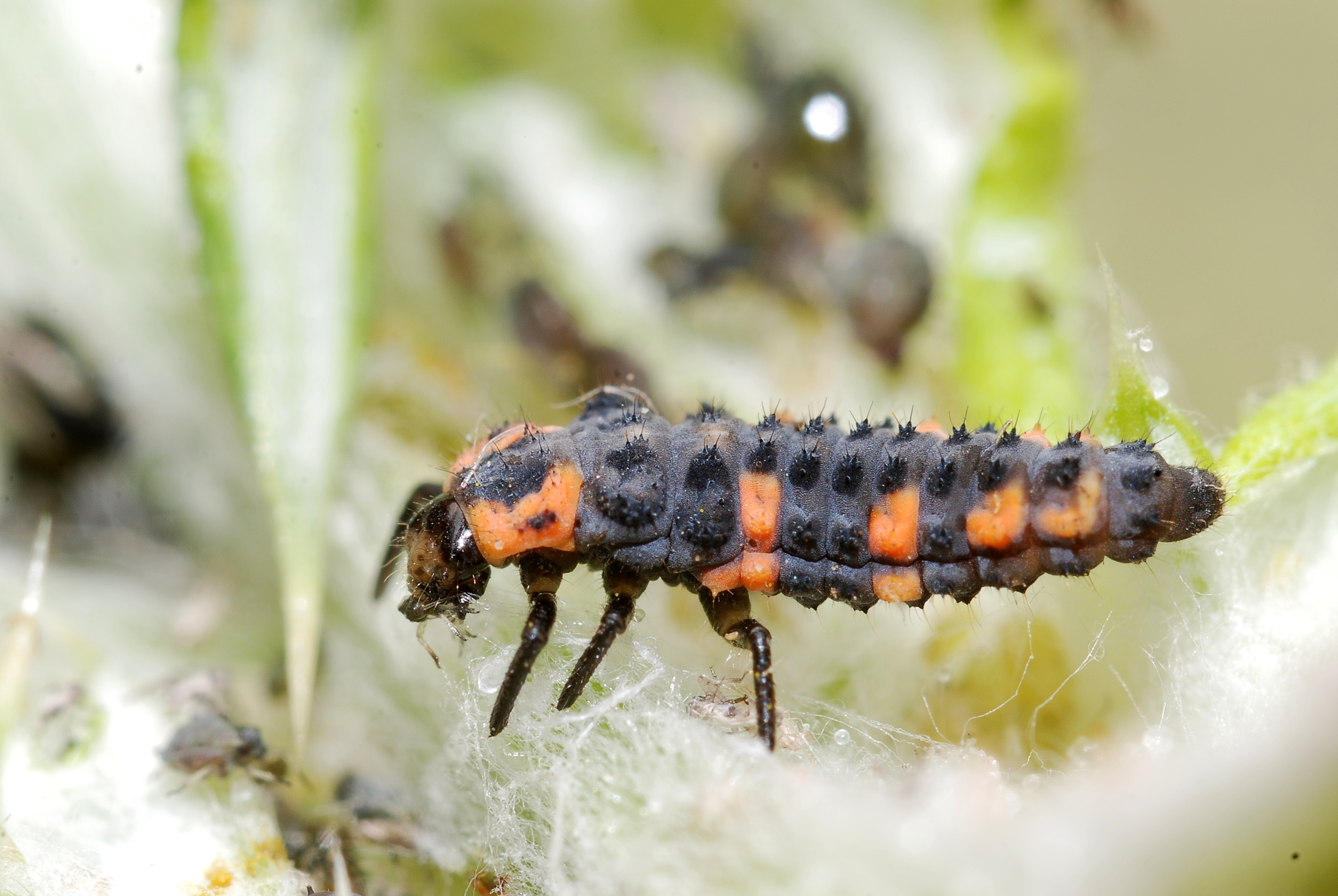
Larve des Fünfpunkt-Marienkäfers

Der Fünfpunkt-Marienkäfer (Coccinella quinquepunctata) ist ein Käfer aus der Familie der Marienkäfer (Coccinellidae).

## Merkmale
Die Käfer werden etwa drei bis fünf Millimeter lang und haben einen ovalen Körper. Ihre Deckflügel sind rot und haben je einen großen schwarzen Punkt in der Mitte und einen kleineren weiter hinten. Zusätzlich sitzt ein schwarzer Punkt am Schildchen (Scutellum), der nach vorne durch zwei weiße Flecken begrenzt wird. Selten kommt es vor, dass die großen Punkte mit dem des Schildchens ineinanderfließen. Die Käfer sind kleiner als der Siebenpunkt-Marienkäfer, ihm aber sehr ähnlich.

## Vorkommen
Die Käfer kommen in der ganzen Paläarktis und auch im hohen Norden vor. Man findet sie in feuchten wie auch in trockenen Gegenden, beispielsweise an Ufern von Gewässern und auf Trockenrasen. Die Imagines überwintern im Bodenstreu.

## Nahrung
Die Käfer und Larven der Fünfpunkt-Marienkäfer ernähren sich von Blattläusen. 